# NGC 4626
NGC 4626 este o galaxie spirală situată în constelația Fecioara. A fost descoperită în 20 martie 1789 de către William Herschel. Se află la o distanță de 43,14 de megaparseci de Pământ.